# STS-83

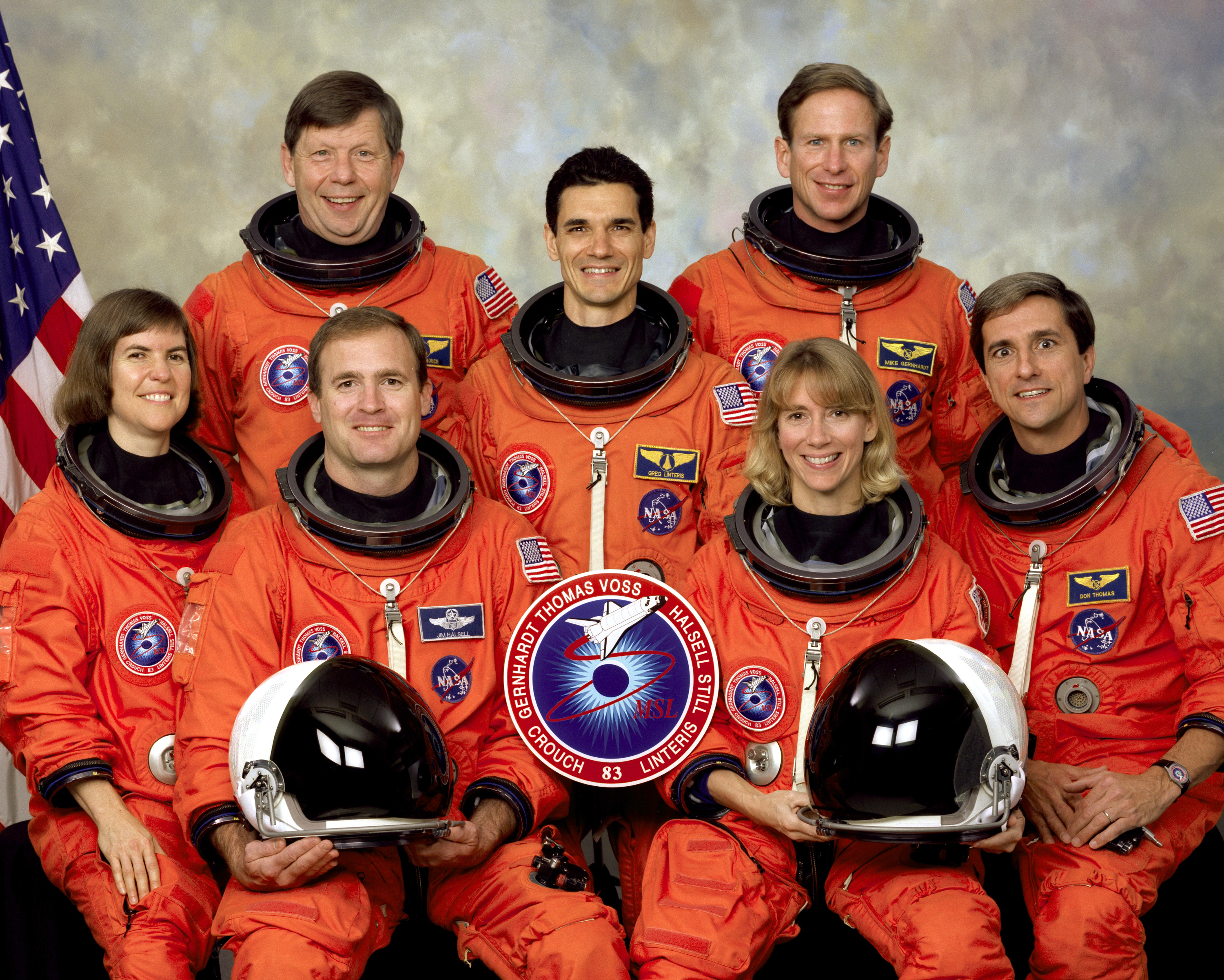
Екіпаж STS-83. Зліва направо — Сидять: Восс, Холселл, Стілл, Томас; Стоять: Крауч, Лінтеріс, Гернхардт

STS−83 — 83-й старт шатлів у рамках програми «Спейс Шаттл» і 22-й космічний політ «Колумбії», здійснений 4 квітня 1997 року.
Програма польоту, розрахована на 16 діб, передбачала проведення серії мікрогравітаційних експериментів у космічній Лабораторії мікрогравітаційних наук MSL-1, однак через технічну несправність було прийнято рішення про його дострокове припинення. Астронавти провели в космосі близько 4 діб і успішно приземлилися на посадковій смузі КЦ Кеннеді 8 квітня 1997 року.
У липні того ж року шатл «Колумбія» був запущений за програмою STS-94, повністю повторює STS-83.

## Екіпаж
- (НАСА): Джеймс Холселл (3)[2] — командир.

- (НАСА): Сьюзен Стілл (1) — пілот.
- (НАСА): Дженіс Восс (3) — фахівець польоту.
- (НАСА): Майкл Гернхардт (2) — фахівець польоту.
- (НАСА): Доналд Томас (3) — фахівець польоту.
- (НАСА): Роджер Крауч (1) — фахівець польоту.
- (НАСА): Грегорі Лінтеріс (1) — фахівець польоту.